# Tiro ai Giochi della VII Olimpiade - Bersaglio mobile colpo doppio individuale
La competizione del bersaglio mobile colpo doppio individuale  di tiro a segno ai Giochi della VII Olimpiade si tenne il 27 luglio 1920 al Campo Militare di Hoogboom, Brasschaat.

## Risultati
Distanza 100 metri. 10 serie da 2 colpi. La sagoma del cervo era in vista per 23 metri, coprendo la distanza in quattro secondi.
| Pos.    | Concorrente       | Nazione     | Punti |
| ------- | ----------------- | ----------- | ----- |
| Oro     | Ole Lilloe-Olsen  | Norvegia    | 82    |
| Argento | Fredric Landelius | Svezia      | 77    |
| Bronzo  | Einar Liberg      | Norvegia    | 71    |
| n/d     | Larry Nuesslein   | Stati Uniti | 64    |
| n/d     | Thomas Brown      | Stati Uniti | 63    |
| n/d     | Lloyd Spooner     | Stati Uniti | 62    |
| n/d     | Joe Jackson       | Stati Uniti | 61    |
| n/d     | Willis Lee        | Stati Uniti | 53    |